# 1978 au Yukon
Chronologie du Yukon
- 1974
- 1975
- 1976
- 1977
- 1978
- 1979
- 1980
- 1981
- 1982

Cette page concerne des événements d'actualité qui se sont produits durant l'année 1978 dans le territoire canadien du Yukon.

## Politique
- Premier ministre : Chris Pearson (Parti progressiste-conservateur) (à partir peut-être en Novembre)
- Chef de l'Opposition officielle : Iain McKay (Parti libéral) (à partir peut-être en novembre)
- Commissaire : Arthur MacDonald Pearson (en) (jusqu'au 1er novembre) puis Frank Fingland (en) (intérim)
- Législature : 23e puis 24e

## Événements
- Fondation des partis politiques du Parti progressiste-conservateur, du Parti libéral et du Nouveau Parti démocratique. Hilda Watson devient la première chef du PPCY, Iain McKay devient le premier chef du PLY et Fred Berger (en) devient le premier chef du NPDY.
- 20 novembre : après l'adoption de la Loi électorale du Yukon en 1977, pour la première fois la 28e élection générale (en) organise le long des lignes des partis politiques. Les progressiste-conservateurs de Hilda Watson remportent qui formera un gouvernement majoritaire avec 11 sièges contre les libéraux d'Iain McKay qui s'occuperont l'Opposition officielle avec deux sièges, les indépendants remportent deux sièges et le NPD gagne un siège dans Whitehorse-Ouest qui nul autre l'ancien candidat du même parti de l'élection fédérale du 8 juillet 1974, Tony Penikett. Bien que son parti ait réussi à l'emporter, Watson ne sera pas la première première ministre du Yukon parce qu'elle a été battue par la libérale Alice McGuire (en) dans Kluane et le député de Whitehorse-Riverdale-Nord Chris Pearson prendra sa place. Le chef du NPD Fred Berger n'est pas élu dans sa circonscription Klondike et il restera chef jusqu'à son successeur.

## Naissances
- 11 mai : Aaron Olson, joueur de basket-ball.
- 12 mai : Amy Sloan (en), actrice.